# Perpetuierung
Als Perpetuierung (lat.: perpetuitas = Fortdauer, Stetigkeit, Zusammenhang) wird die Aufrechterhaltung und Fortdauer einer Situation oder eines faktischen (physikalischen und/oder chemischen), sozialen, emotionalen oder rechtlichen Zustands bezeichnet. Handelt es sich nicht um einen ohnehin irreversiblen Zustand, so werden als Mittel, diese Dauerhaftigkeit zu gewährleisten, ständige Wiederholungen (z. B. durch mündliche Überlieferungen) veranlasst oder durchgeführt bzw. haltbare Dokumentationen gefertigt (insbesondere Aufzeichnungen, wie z. B. Urkunden, Fotografien oder elektronische Speichermedien).
Beim initialen Erlassen neuer, grundlegender Rechtsvorschriften sollen spezielle Formulierungen, die eine spätere Abänderung durch die Legislative ausschließen, die Perpetuität der Regelungen gewährleisten, so z. B. im deutschen Grundgesetz.
Auch bei dem Straftatbestand der Hehlerei ist ein Strafgrund die Perpetuierung des rechtswidrigen Zustandes.